# Tom és Jerry újabb kalandjai
A Tom és Jerry legújabb kalandjai / Tom és Jerry újabb kalandjai - A sorozatban bemondott címén csak simán Tom és Jerry (eredeti cím: Tom and Jerry Tales) amerikai televíziós rajzfilmsorozat, amit Joseph Barbara alkotott. Amerikában 2006. szeptember 23. és 2008. március 22. között a The CW vetítette. Magyarországon először a TV2 sugározta, majd a Boomerang adta le, később az RTL Klub, az RTL II és a Cool Tv tűzte műsorra. 2024. áprilisában a Kölyökklub is bemutatta.

## Szereplők
| Szereplő          | Eredeti hang                  | Eredeti hang                  | Magyar hang                            | Magyar hang                            |
| Szereplő          | 1. évadban                    | 2. évadban                    | 1. szinkronban                         | 2. szinkronban                         |
| ----------------- | ----------------------------- | ----------------------------- | -------------------------------------- | -------------------------------------- |
| Tom               | Don Brown                     | Don Brown                     | saját hangján Magyar Bálint (énekhang) | saját hangján Magyar Bálint (énekhang) |
| Jerry             | Samuel Vincent                | Samuel Vincent                | saját hangján                          | saját hangján                          |
| Cövek             | Michael Donovan               | Michael Donovan               | Borbiczki Ferenc                       | Berzsenyi Zoltán                       |
| Mufurc            | Colin Murdock                 | Colin Murdock                 | Hollósi Frigyes                        | Crespo Rodrigo                         |
| Falatka (Nibbles) | Reece Thompson Chantal Strand | Reece Thompson Chantal Strand | Talmács Márta                          | Molnár Levente                         |
| Két cipős asszony | Nicole Oliver                 | Nicole Oliver                 | Bókai Mária                            | Menszátor Magdolna                     |
| Droopy            | Don Brown                     | Michael Donovan               | Kerekes József                         | Seder Gábor                            |
| felolvasó         | –                             | –                             | Bozai József                           | Tóth G. Zoltán                         |

- További magyar hangok: Forgács Gábor